# 1-й Кар'єрний провулок (Житомир)
1-й Кар'єрний провулок — провулок у Богунському районі міста Житомира.    

## Розташування
Знаходиться у північно-західній частині міста, у місцевості, відомій за неофіційною назвою Чулочка; на теренах історичних місцевостей Кокоричанка, Каракулі. Бере початок від майдану Визволення, прямує у північно-східному напрямку та завершується перехрестям з 3-м Вільським провулком. 

## Історія
У другій половині ХІХ століття землі, на яких виникне провулок належали старообрядцям, хутори яких розташовувалися поблизу (Каракулі, Видумка). У 1890-х роках підприємцями братами Бевензе викуплено землі у старообрядців хутора Каракулі та започатковано виробництво цегли у глинистій місцевості поблизу річки Кокоричанки, внаслідок чого розроблено глиняний кар'єр.    
Провулок виник у 1952 році. Протягом 1950-х років провулок забудовувався індивідуальними житловими будинками робітників цегельного заводу ім. Сталіна (колишнього підприємства братів Бевензе), панчішної фабрики, молокозаводу та Держмлина № 5.    
Перша назва, відома в 1950-х роках — Кар'єрний проїзд. У 1958 році за провулком закріплено чинну назву.    
Забудова провулка станом на 1968 рік сформована.   